# P. Jairaj

P. Jairaj, 1950

P. Jairaj (Paidi Jairaj; Telugu పైడి జైరాజ్; * 28. September 1909 in Karimnagar, Hyderabad; † 11. August 2000 in Mumbai) war ein indischer Filmschauspieler und Filmregisseur.

## Leben
Jairaj kam im Alter von 19 Jahren nach Bombay und begann in der Hindi-Filmindustrie hinter der Kamera zu arbeiten. 1929 trat er in dem Stummfilm Jagmagti Jawani von Nagendra Majumdar erstmals als Schauspieler auf. Bis 1965 spielte er in mehr als 100 Filmen, darunter auch solchen in Marathi und Gujarati, jedoch in keinem in seiner Muttersprache Telugu.
In den 1930er Jahren arbeitete er für die Filmgesellschaft Sharda und übernahm Hauptrollen wie in dem erfolgreichen Film Mahasagar No Moti (1931). Jairaj spielte zahlreiche historische Persönlichkeiten wie Tipu Sultan, Prithviraj Chauhan, Rana Hamir und Chandrashekhar Azad.
In Devika Ranis letzten Film Hamari Baat (1943) spielte Jairaj die männliche Hauptrolle. Er produzierte und führte Regie bei einigen Filmen, darunter Sagar (1951), in dem er neben Nargis, Bharat Bhushan und Durga Khote auftrat. Der Film war kommerziell erfolglos. 1959 stand er für Mohar noch einmal hinter der Kamera. Jairaj spielte in drei internationalen Produktionen: dem indisch-russischen Film Pardesi (dt. Fahrt über drei Meere, 1957),  für 20th Century Fox in Nine Hours to Rama (dt. Neun Stunden zur Ewigkeit, 1963) und in MGMs Maya (dt. Gefahr im Tal der Tiger, 1966). Nach 1965 trat er nicht mehr in Heldenrollen auf und machte sich einen Namen als Nebendarsteller in Charakterrollen. 1984 zog er sich aus dem Filmgeschäft zurück.
1981 wurde P. Jairaj mit dem Dadasaheb Phalke Award ausgezeichnet. Er starb einen Tag vor der Veröffentlichung seiner Biografie Jeevanachi Bharati Ohoti.

## Filmografie (Auswahl)
- 1934: Mazdoor (Mohan Bhavnani)
- 1939: Leatherface (Vijay Bhatt)
- 1941: Swami (Abdul Rashid Kardar)
- 1946: Shahjehan (A. R. Kardar)
- 1954: Baadbaan (Phani Majumdar)
- 1954: Munna (Khwaja Ahmad Abbas)
- 1955: Insaniyat (S. S. Vasan)
- 1957: Pardesi (K. A. Abbas und Wassili Pronin)
- 1958: Char Dil Char Raahein (K. A. Abbas)
- 1966: Gefahr im Tal der Tiger (Maya)
- 1976: Hera Pheri (Prakash Mehra)
- 1978: Don (Chandra Barot)
- 1982: Masoom (Shekhar Kapur)
- 1983: Pukar (Ramesh Behl)